# 克拉克斯堡 (密蘇里州)
克拉克斯堡（英語：Clarksburg）是位於美國密蘇里州莫尼托縣的城市。

## 人口
根據2020年美國人口普查的數據，克拉克斯堡的面積為1.50平方千米，當中陸地面積為1.49平方千米，而水域面積為0.01平方千米。當地共有人口254人，而人口密度為每平方千米169人。